# Halichoeres zeylonicus
Espèce
Synonymes
- Julis zeylonicus Bennett, 1833
- Halichoeres bimaculatus Rüppell, 1835
- Julis girardi Bleeker, 1858

Statut de conservation UICN

 LC  : Préoccupation mineure
Halichoeres zeylonicus est une espèce de poissons osseux de petite taille de la famille des Labridae.

## Aire de répartition
Cette espèce se rencontre de la mer Rouge jusqu'au Mozambique mais également dans les Samoa, le sud du Japon et la Grande barrière de corail.

## Description
Ce poisson peut atteindre une longueur totale de 20 cm.

## Statut de conservation
L'espèce ne fait face à aucune menace importante au-delà de la collecte occasionnelle pour des aquariums.